# بوهدان بويكو
بوهدان بويكو (بالأوكرانية: Бойко Богдан Федорович)‏ هو سياسي أوكراني، ولد في 29 سبتمبر 1954 في أوكرانيا. حزبياً، نشط في الحركة الشعبية لأوكرانيا ‏. وقد انتخب نائب الشعب الأوكراني ‏ خلال فترته النيابية ‏ (12 مايو 1998 – 14 مايو 2002) وانتخب نائب الشعب الأوكراني ‏ خلال فترته النيابية ‏ (11 مايو 1994 – 6 فبراير 1997) وانتخب نائب الشعب الأوكراني ‏ خلال فترته النيابية ‏ (15 مايو 1990 – 10 مايو 1994).